# Gustavo Adolfo Bécquer
 (décembre 2018).
Œuvres principales
- Rimas
- Leyendas

Gustavo Adolfo Bécquer, né Gustavo Adolfo Domínguez Bastida Insausti de Vargas Bécquer Bausa le 17 février 1836 à Séville et mort le 22 décembre 1870  à Madrid, est un écrivain, poète et dramaturge espagnol.
À dix-huit ans, il part s'installer à Madrid où il se consacre à la littérature en publiant dans la presse des nouvelles et des articles « costumbristas » ainsi que des essais de mœurs. Modérément connu pendant sa vie, ce n'est qu'après sa mort que la plupart de ses œuvres sont éditées. Ses travaux littéraires les plus connus sont les Rimes et les Légendes, habituellement éditées ensemble sous le titre Rimas y Leyendas. Il a abordé la poésie et les thèmes traditionnels d'une manière moderne. Il est considéré comme le fondateur du lyrisme espagnol moderne. Ses poésies et ses contes sont essentiels à l'étude de la littérature espagnole et incontournables pour les lycéens des pays hispanophones.

## Biographie

### Jeunesse et formation
Né à Séville, le 17 février 1836 - mort à Madrid le 22 décembre 1870. Son père, José Dominguez Insauti Bécquer est peintre « costumbrista » d'origine noble. Il meurt en 1841 alors que Bécquer va fêter ses cinq ans. Sa mère, Joaquina de la Bastida y Vargas, elle aussi d'ascendance noble meurt en 1847. Bécquer est ainsi très tôt orphelin. À la suite du décès de ses parents, Bécquer et ses sept frères sont recueillis par leurs tantes María et Amparo de la Bastida. Il étudie au collège de San Antonio Abad puis au lycée de San Telmo (il allait être un marin, mais l'école était fermée en raison des fonds), puis il intègre à l'âge de quatorze ans l'atelier de Peinture de Cabral-Bejarano. Il y reste plus d'un an avant d'intégrer l'atelier de son oncle Joaquín Domínguez Bécquer, où étudie déjà son frère Valeriano. Ce n'est qu'à l'âge de dix-huit ans qu'il arrive à Madrid en 1854, où il obtient un petit poste dans la fonction publique grâce à une lettre de recommandation de son oncle Joaquín. Écarté peu après pour inattention, il mène une vie de bohème. Il fait un peu de théâtre.

### Vie et carrière
En 1860 il rencontre Casta Esteban Navarro, la fille de son médecin qui le soigne de la syphilis — maladie qui lui a d'ailleurs laissé pour séquelle un strabisme. Le 19 mai 1861, il l'épouse et un an plus tard elle donne naissance à un garçon, Gregorio Gustavo Adolfo.
1863 est une année marquante pour Bécquer puisque c'est cette année-là qu'il se rend au monastère de Veruela où il écrit Cartas desde mi celda.
En 1865, son épouse lui donne un second enfant, Jorge Bécquer Esteban.
En 1868, Bécquer rompt avec sa femme en découvrant que l'enfant qu'elle attend n'est pas de lui.
Bécquer, qui depuis 1868 souffre d'une maladie, probablement tuberculeuse grave ou vénérienne, s'installe à Tolède, chez son frère Valeriano. C'est à Tolède qu'il rencontre son dernier amour, Alejandra, une jeune femme d'humble condition.

### Mort
Valeriano meurt en septembre 1870 et le poète le 22 décembre de la même année, à trente-quatre ans. Avant de mourir, il aurait demandé que l'on brûle ses lettres — « ce serait mon déshonneur » — puis « Si c'est possible, publiez mes vers. J'ai le pressentiment que mort je serai plus et mieux connu que vivant » et qu'on prenne soin de ses enfants. Ses derniers mots auraient été « Todo mortal » (« Tout est mortel »).
Très ami de Casado del Alisal, celui-ci se charge de suivre la procédure habituelle du XIXe siècle pour lui rendre hommage.

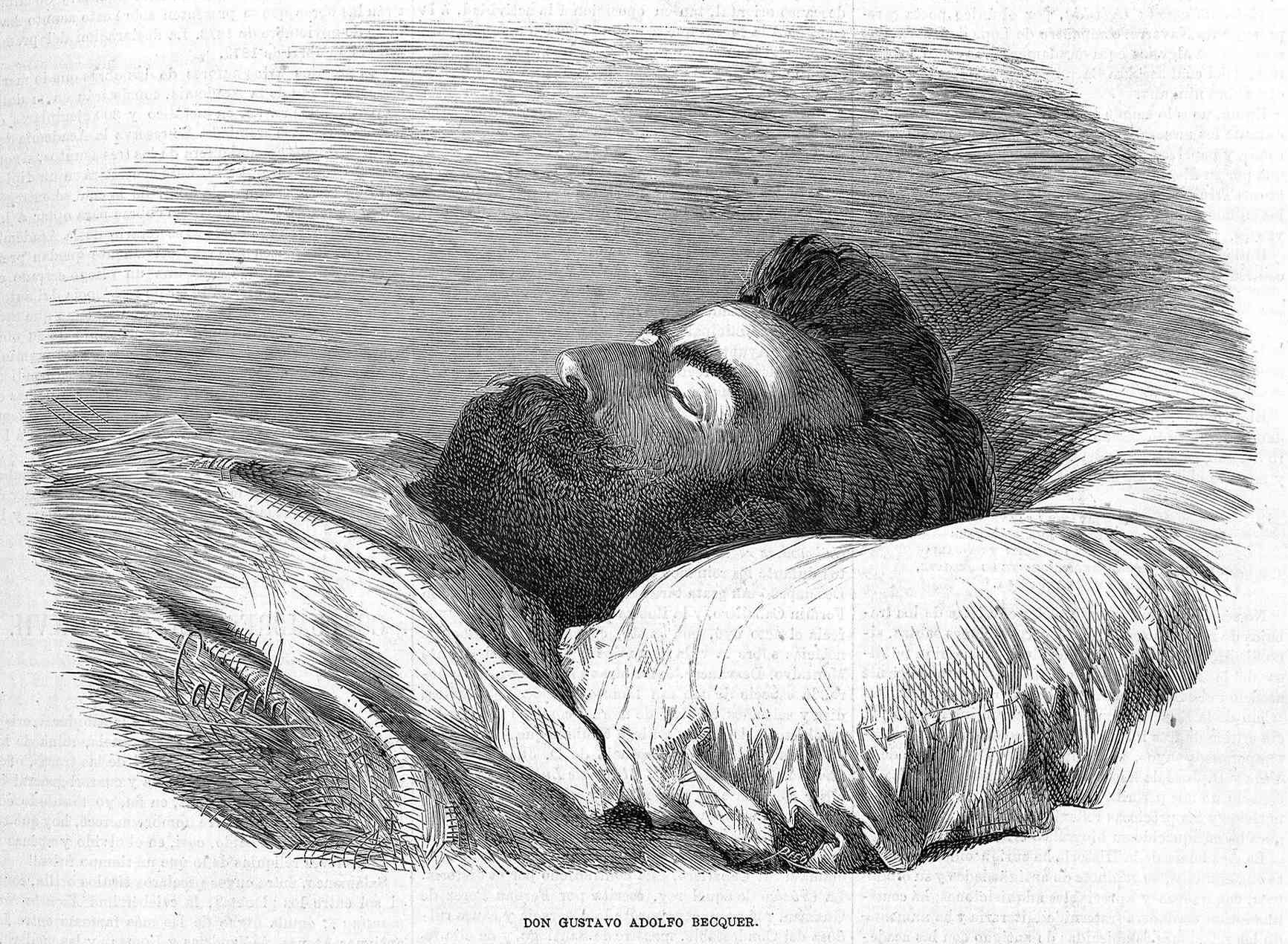
Gustavo Adolfo Bécquer sur son lit de mort. Gravure de José Casado del Alisal publiée dans '.

Ainsi, il réalise un dessin représentant Bécquer sur son lit de mort. Une demi-heure après l'enterrement, se produit une éclipse solaire totale ; Casado del Alisal produit alors une gravure représentant Bécquer paisible sur un fond de pénombre.
À la sortie de la cérémonie, le peintre propose à plusieurs des assistants l'idée d'éditer les œuvres de l'écrivain non alors reconnu. Pour étudier les détails de cette édition, Casado convoque une réunion dans son studio de peinture le 24 décembre à 13 h. Une souscription publique est décidée pour recueillir des fonds ; cela répondait à deux motifs : rendre hommage à l'ami disparu et aider économiquement la femme et les enfants de l'écrivain.
Gustavo Adolfo Bécquer doit sa gloire littéraire à Casado del Alisal, car sans cette initiative, il est fort probable que son œuvre aurait été oubliée, ainsi que le rappelle Rafael Montesinos (es) dans son livre Bécquer, biografía e imagen, récipiendaire du Prix national d'Essai en 1977.

## Œuvre
Pour gagner sa vie, il fait des traductions de romans étrangers, il travaille en tant que journaliste dans plusieurs journaux, comme El Contemporáneo et La Ilustración de Madrid. Il est également Censor de Novelas — un poste au gouvernement — pendant l'administration González-Bravo. Ses travaux ont été édités à titre posthume par ses amis en 1873.
Dans ses contes en prose tels que El Rayo de Luna, El beso, La Rosa de la Pasión, Bécquer est manifestement influencé par E. T. A. Hoffmann, et dans sa poésie, certaines analogies peuvent être faites avec H. Heine. Son œuvre évolue entre le réel et l'irréel, il crée une atmosphère de musique féerique étrange. Bécquer est un auteur qui n'a pas son pareil en Espagne. Son travail est inachevé et inégal. Il est singulièrement exempt de la rhétorique caractéristique de son Andalousie natale, et son ardeur lyrique est d'une belle douceur.
Il a également écrit sur un mode épistolaire : Cartas desde mi celda (traduit en français par J. Monfort sous le titre Lettres depuis ma cellule en 2018), écrit pendant ses voyages au monastère de Veruela, La Mujer de Piedra ou encore El pantalón de la  novia.

### Rimas
Il s'agit d'une collection de soixante-dix poésies, publiées l'année suivant son décès avec pour titre initial El libro de los gorriones. Las Rimas possèdent une qualité essentiellement musicale et une simplicité apparente qui contraste avec la sonorité quelque peu creuse du style de ses prédécesseurs. Ce sont formellement de brefs poèmes dans des vers assonants, où le monde apparaît comme un ensemble confus de manières invisibles et d'atomes silencieux chargés de possibilités harmonieuses qui se matérialisent en vision ou en son grâce à l'action du poète qu'unit les manières avec les idées. Ils se réfèrent à l'émotion de ce qui est vécu, à la mémoire, à des expériences transformées des sentiments.
Apparaissent aussi l'amour, la déception, le désir d'évasion, le désespoir et la mort. Sa pureté et humilité, avec sa simplicité trompeuse, supposent l'« aboutissement de la poésie du sentiment et de la fantaisie », selon les termes Jorge Guillén, et comme a dit Luis Cernuda, « Ils jouent dans notre poésie moderne, un rôle équivalent à celui de Garcilaso dans notre poésie classique : celui de créer une nouvelle tradition qui arrive à ses descendants. »

### Leyendas
Les Leyendas, titre sous lequel sont recueillies toutes les narrations en prose de Bécquer, présentent un accent poétique semblable et une qualité artistique non inférieure. Elles ont été à l'origine publiées dans les journaux, entre 1861 et 1863, ce pourquoi on suppose que leur composition a précédé la plupart des Rimas. On en compte vingt-deux et elles sont écrites dans un style vaporeux, sensible et rythmique, où abondent les descriptions, les images et les sensations. Elles révèlent un important aspect du romantisme littéraire de leur auteur en montrant un intérêt artistique et archéologique pour le Moyen Âge, avec ses temples et cloîtres romans ou gothiques, des domaines sombres et des rues ténébreuses, des palais et des châteaux. En ces dernières prédominent le mystérieux, le surnaturel et magique des histoires populaires, dans lesquelles la recherche de l'inaccessible est généralement son argument central.
Bécquer a aussi écrit des pièces de théâtre, il a adapté des œuvres dramatiques légères, françaises et italiennes. Il a collaboré dans une grande œuvre éditoriale, des Histoires des temples de l'Espagne, dont un seul volume est paru en 1864. Et dans ses lettres littéraires à une femme, de 1860-61, il expose ses points de vue en ce qui concerne sa poésie, qui pour lui est l'esthétique du sentiment. Les Rimes et les Légendes de Bécquer sont publiées régulièrement, encore de nos jours, et constituent un des points de référence de la littérature moderne espagnole.

## Reconnaissance
Un monument à sa gloire a été érigé en 1911 à Séville, dans le Parc de María Luisa.

## Œuvres en traduction française
- Rimes (Rimas), recueil complet présenté et traduit de l'espagnol en français par Monique-Marie Ihry, coll. "Bilingue" n° 16, Cap de l’Étang Éditions, Capestang, France, 219 p., 2022  (ISBN 978-2-37613-123-6).
- Lettres de ma cellule, trad. fr. Jean Monfort, Amazon Publishing, 137 p., 2018  (ISBN 979-8633940008)
- Légendes espagnoles et contes orientaux, anthologie de textes traduits, préfacés et annotés par Annick Le Scoëzec Masson, Paris, Classiques Garnier, 320 p., 2019  (ISBN 978-2406074847)